# Catocala richteri
Catocala richteri är en fjärilsart som beskrevs av Edward P. Wiltshire 1962. Catocala richteri ingår i släktet Catocala och familjen nattflyn. Inga underarter finns listade i Catalogue of Life.